# Jonathan Capehart
Jonathan T. Capehart (nacido el 2 de julio de 1967) es un periodista y comentarista de televisión estadounidense. Escribe para el blog PostPartisan del The Washington Post y es presentador de The Saturday/Sunday Show con Jonathan Capehart en MSNBC.

## Primeros años
Capehart creció en Hazlet, Nueva Jersey y Newark, Nueva Jersey, y asistió a la Escuela Preparatoria Saint Benedict. Recibió una licenciatura en ciencias políticas de Carleton College.

## Carrera

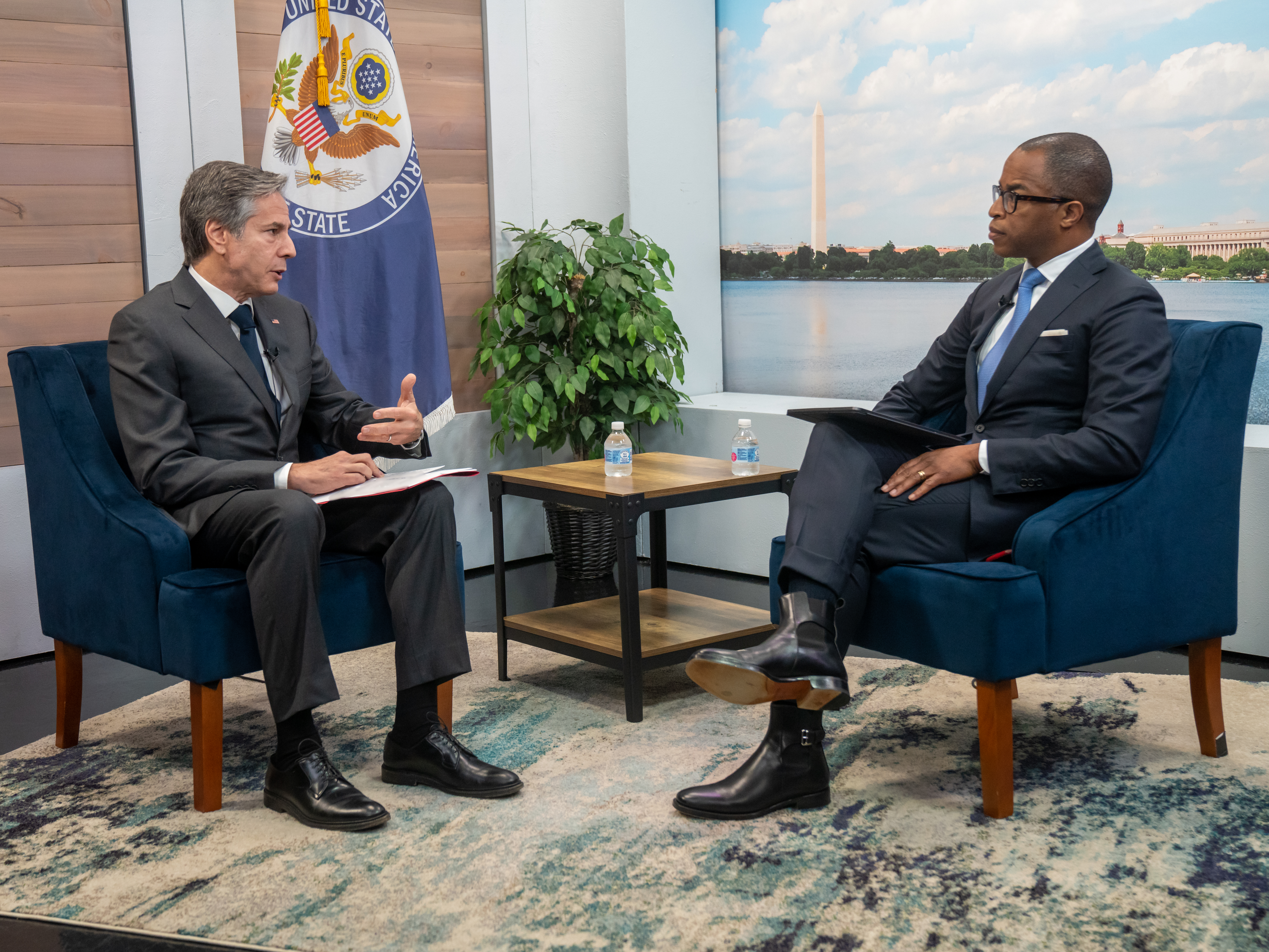
Capehart habla con el secretario de Estado Antony Blinken en 2021.

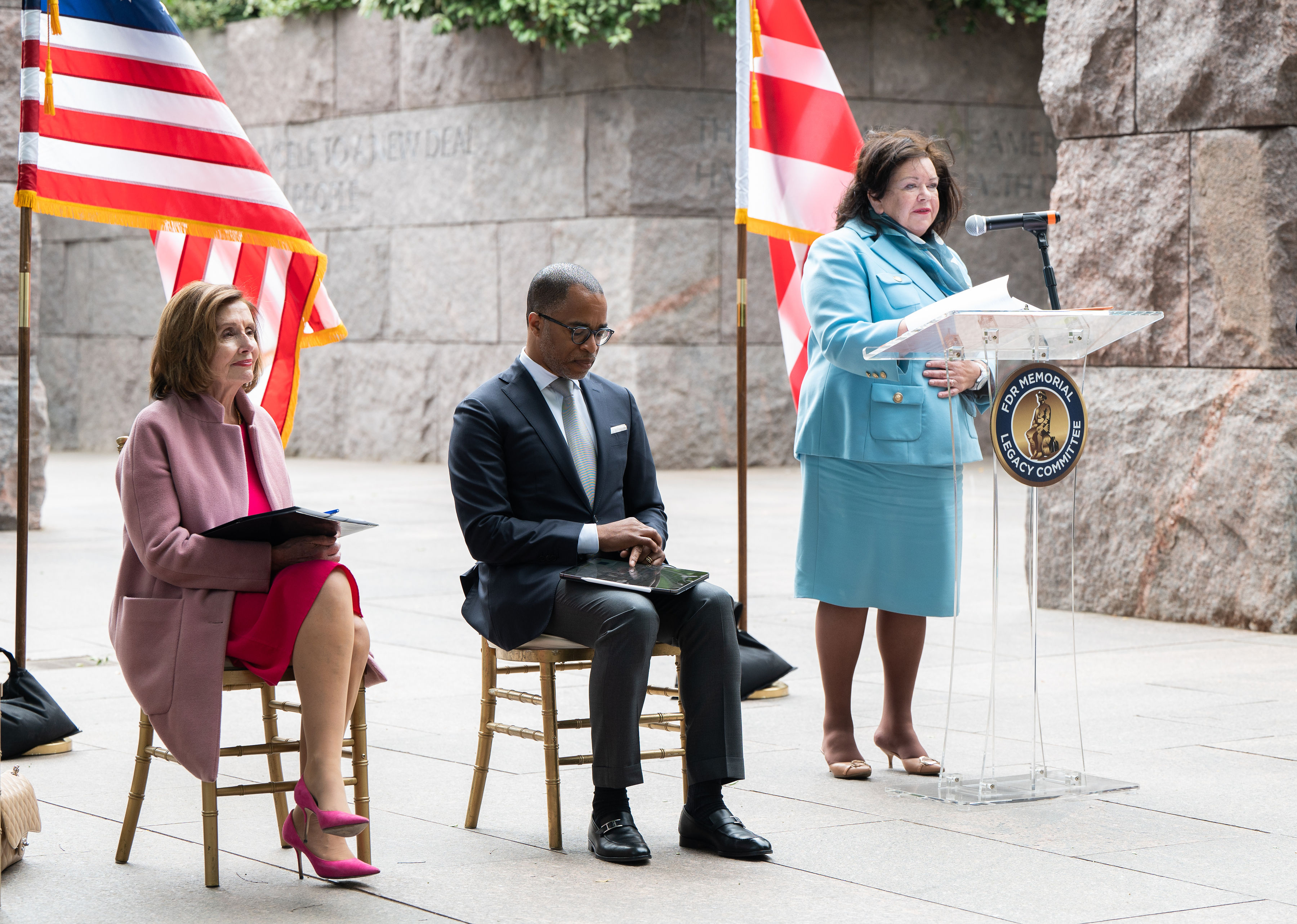
Capehart fotografiado con la presidenta de la Cámara de Representantes, Nancy Pelosi, y la embajadora Karen Pierce en 2022.

Antes de trabajar con The Washington Post y MSNBC, Capehart fue investigador para The Today Show de NBC. Trabajó para el New York Daily News, siendo miembro de su consejo editorial de 1993 a 2000. En el momento de su contratación, Capehart era el miembro más joven del consejo editorial del periódico. Dejó el Daily News en 2000 para trabajar en Bloomberg News. Capehart asesoró y escribió discursos para Michael Bloomberg durante su candidatura a la alcaldía de la ciudad de Nueva York en 2001. Regresó al New York Daily News en 2002, sirviendo como editor adjunto de la página editorial hasta 2004. Capehart se unió a la empresa global de relaciones públicas Hill & Knowlton en diciembre de 2004 como vicepresidente senior y consejero senior de asuntos públicos.
Capehart se unió al personal de The Washington Post como periodista y miembro de su consejo editorial en 2007. Continúa en esa capacidad y es comentarista colaborador de MSNBC. También presenta el podcast Cape Up, en el que habla con creadores de noticias sobre raza, religión, edad, género e identidad cultural en la política.
Capehart comenzó a presentar como invitado el programa de radio Midday on WNYC en WNYC (anteriormente The Leonard Lopate Show) en 2018.
Condujo el episodio de estreno de The Sunday Show con Jonathan Capehart en MSNBC el 13 de diciembre de 2020. También es el presentador suplente de The Last Word with Lawrence O'Donnell en la edición del viernes.
Capehart reemplazó a Mark Shields en el segmento de comentarios políticos de los viernes en PBS NewsHour a partir de enero de 2021. El 30 de marzo de 2022, Capehart se convirtió en editor asociado de The Washington Post.
En febrero de 2023, The Sunday Show de Capehart también se amplió al sábado, convirtiéndose en The Saturday/Sunday Show con Jonathan Capehart, a partir del 18 de febrero de 2023.

## Premios y honores
Capehart fue un colaborador clave en una entrada del personal del New York Daily News que recibió el Premio Pulitzer de redacción editorial en 1999. La serie de editoriales condenó la mala gestión financiera del Teatro Apollo de Harlem.
Fue galardonado con Esteem Honoree en 2011, una distinción otorgada a personas en reconocimiento a sus esfuerzos por apoyar a las comunidades afroestadounidense y LGBT en las áreas de entretenimiento, medios, derechos civiles, negocios y arte.
En junio de 2020, en honor al 50 aniversario de la primera marcha del Orgullo LGBTQ, Queerty lo nombró entre los cincuenta héroes «que lideran la nación hacia la igualdad, la aceptación y la dignidad de todas las personas».

## Puntos de vista
Capehart ha analizado cómo, en concordancia con el trabajo de Jonathan Metzl, la identidad blanca afecta la formulación de políticas estatales en los EE. UU., como el derecho a poseer armas en Misuri y la atención médica en Tennessee.

## Vida personal
En mayo de 2016, Capehart se comprometió con su novio de más de cinco años, Nick Schmit, quien era subdirector de protocolo en el Departamento de Estado. Capehart y Schmit se casaron con el exfiscal general de los Estados Unidos, Eric Holder, el 7 de enero de 2017.